# Zimní stadion Beroun
Zimní stadion Beroun je sportovní stadion v Berouně, kde hrají domácí zápasy HC Berounští Medvědi. Jeho kapacita dosahuje 2 272 diváků. Stadion byl zbudovaný v roce 1950. Nachází se na ostrově mezi hlavním ramenem a náhonem Berounky, zvaném Na Ostrově, který patří k Závodí. Na areál zimního stadionu bezprostředně navazuje hotel Na Ostrově a plavecký stadion Tipsport Laguna.